# George P. Seneff
George Philip Seneff Jr. (* 27. August 1916 in Chicago, Illinois; † 2. Dezember 1998 in Honolulu, Hawaii) war ein Generalleutnant der United States Army. Er war unter anderem Kommandeur der 3. Infanteriedivision, des III. Korps und der 5. Armee.
George Seneff Jr. war ein Sohn von Oberst George Philip Seneff Sr. (1891–1971). In den Jahren 1937 bis 1941 durchlief er die United States Military Academy in West Point. Nach seiner Graduation wurde er als Leutnant der Feldartillerie zugeteilt. In der Armee durchlief er anschließend alle Offiziersränge vom Leutnant bis zum Drei-Sterne-General.
Im Lauf seiner militärischen Karriere absolvierte Seneff verschiedene Kurse und Schulungen. Dazu gehörten unter anderem die Army Aviation School, das Command and General Staff College, die Army Language School, die Strategic Intelligence School und das National War College.
Während des Zweiten Weltkriegs war George Seneff auf dem europäischen Kriegsschauplatz eingesetzt. Dort diente er in einer Einheit der 14. Panzerdivision, die seit 1944 zunächst in Südfrankreich an der Grenze zu Italien operierte und später im Rheinland, den Ardennen und im Elsass eingesetzt war. Über Worms und Germersheim drang seine Division weit nach Deutschland vor und befreite einige Kriegsgefangenenlager und das KZ-Außenlager Mühldorf.
Nach dem Krieg setze Seneff seine Offizierslaufbahn fort. Er absolvierte im Lauf der folgenden Jahre die oben erwähnten Schulen und unterrichtete zwischen 1946 und 1948 als Dozent für Militärtaktik an der Militärakademie in West Point. In den Jahren 1950 bis 1953 war er Stabsoffizier an der amerikanischen Botschaft in London, anschließend bis 1955 Stabsoffizier in einem Bataillon der 2. Panzerdivision in Deutschland. Seit 1956 war er bei der Heeresfliegerei tätig. Dabei leitete er im Heeresministerium die Abteilung für Forschung und Weiterentwicklung der Heeresfliegerei (Chief of Aviation Research and Development). Im Jahr 1960 wurde er zum Stab der NATO nach Paris versetzt.
Im Jahr 1963 übernahm er das Kommando über die 11th Air Assault Aviation Group. Dort wurden Taktiken entwickelt, die dann im Vietnamkrieg angewendet wurden. Im Jahr 1966 wurde Seneff in diesem Krieg eingesetzt. Dabei kommandierte er die 1st Aviation Brigade. Im Oktober 1967 erhielt er das Kommando über die in Deutschland stationierte 3. Infanteriedivision das er bis März 1969 innehatte. Danach wurde er Stabsoffizier beim United States Strike Command. Daran schloss sich eine Verwendung als stellvertretender Kommandeur des Kommandos für Forschung und Entwicklungsprogramme des Heeres für moderne Waffensysteme an (Deputy Commanding General of the Army’s Test and Evaluation for Modern Warfare Systems).
Von 1971 bis 1973 kommandierte Seneff das III. Korps dessen Hauptquartier sich in Fort Hood, dem heutigen Fort Cavazos, in Texas befand. Im Jahr 1973 bekleidete er für einige Monate das Amt des kommandierenden Generals der 5. Armee in Fort Sam Houston ebenfalls in Texas. Anschließend schied er aus dem aktiven Militärdienst aus.
Nach seiner Pensionierung war George Seneff in der privaten Wirtschaft für einige Firmen vor allem in Hawaii tätig. Er starb am 2. Dezember 1998 in Honolulu und wurde auf dem dortigen National Memorial Cemetery of the Pacific beigesetzt.

## Orden und Auszeichnungen
George Seneff erhielt im Lauf seiner militärischen Laufbahn unter anderem folgende Auszeichnungen:
- Army Distinguished Service Medal
- Legion of Merit
- Bronze Star
- Army Commendation Medal
- Kriegskreuz (Frankreich)